# 英根多夫
英根多夫是德国莱茵兰-普法尔茨州的一个市镇。总面积3.32平方公里，总人口238人，其中男性122人，女性116人（2011年12月31日），人口密度72人/平方公里。